# بشير حسين النجفي
بشير حسين بن صادق علي بن محمد إبراهيم بن عبد الله الجالاندهاري الهندي النجفي (1361 هـ - الآن) هو مرجع شيعي معاصر أصله من ولاية البنجاب بالهند ولكنه يعيش في النجف منذ فترة طويلة، ويعد من كبار القيادات الدينية الشيعية في العراق.

## ولادته ونشأته
ولد عام 1361 هـ (الموافق للعام 1942) في مدينة جالاندهار في الهند (بالهندية: ਜਲੰਧਰ) في عائلة متدينة حيث أن جده كان من رجال الدين وكذلك والده، وله من الأشقاء:
1. منظور حسين : هو أخوه الأكبر، وهو رجل دين وخطيب ومُدرّس حوزوي، وقد درس في مدينة قم، وهو الآن المدير العام للمكتب المركزي لأخيه بشير حسين في لاهور ويشرف على سائر المكاتب التابعة له في الهند وباكستان.[2]
2. نذير حسين: يعمل في قطاع التجارة، وهو أكبر سناً من المُتَرجم له.[2]
3. شريف حسين: يعمل في قطاع التجارة أيضاً، وهو أصغر سناً من المُتَرجم له.[2]

وبدأ دراسة مُقدّمات العلوم الدينية من نحو وصرف وبلاغة وفقه وأصول في مدينة لاهور على يد جدّه لأبيه محمد إبراهيم الهندي وعمه خادم حسين وأختر عباس الهندي مؤسس «مدرسة جامع المنتظر»، وهي من أنشط المدارس الدينية في باكستان حالياً. ومن أساتذته في بلده أيضاً شريف العلماء رياض حسين النقوي وصفدر حسين النجفي.

## هجرته إلى العراق
هاجر إلى مدينة النجف العراقية سنة 1965، لمواصلة الدراسة الحوزوية، فدرس عند محمد كاظم التبريزي الكفاية وقسماً من البحث الخارج في «مدرسة الشربياني».
حضر دروس المرجع محمد الروحاني في الأصول والفقه أكثر من سبع سنوات، ثم شرع بتدريس السطوح عام 1968 في «المدرسة المهدية» الواقعة خلف «جامع الطوسي» وفي «المدرسة الشبرية» وفي «مسجد الهندي».
وأحد أهمّ الدروس التي كان يحضرها في البحث الخارج هو درس المرجع أبو القاسم الموسوي الخوئي، فقد درس عنده دورة أصولية كاملة، وأما في الفقه فقد حضر عنده من صلاة المسافر إلى أن انقطع - الخوئي - عن التدريس بسبب حالته الصحية.
وباشر منذ خمسة وثلاثين عاماً بتدريس البحث الخارج في:
- مدرسة دار الحكمة، التابعة للمرجع محسن الطبأطبائي الحكيم.
- مدرسة دار العلم، التابعة للمرجع أبو القاسم الخوئي.
- المدرسة الشبرية.
- مدرسة القوام المسامتة لمسجد شيخ الطائفة الطوسي.
- مسجد كاشف الغطاء.
- المسجد الهندي.

وما زال يواصل دروسه في الفقه والأصول في مكتبه، إضافة إلى درسي التفسير والأخلاق.

## مؤلفاته
| - الدين القيم. هذا الكتاب هو الرسالة العملية للنجفي، ويقع في ثلاثة أجزاء، وقد تُرجم إلى اللغات الإنجليزية والأردوية والغجراتية، وقد أُصدر مختصر للرسالة العملية بعنوان مصطفى الدين القيّم وقد ألحق النجفي في بداية هذه الرسالة المختصرة كلمة توجيهية. - وقفة مع مقلدي الموتى. - مرقاة الأصول. - مناسك الحج. - خير الصحائف في أحكام العفاف. - مائة سؤال حول الخمس. - هداية الناشئة. - أعمال وأحكام شهر رمضان المبارك. - ستبقى النجف رائدة حوزات العالم. - الخريت العتيد في أحكام التقليد. | - المرشد الشفيق إلى حج البيت العتيق. - المنهل العذب لمن هو مغترب. - بحوث فقهية معاصرة. - الشعائر الحسينية ومراسيم العزاء. - ولادة الإمام المهدي. ترجم إلى اللغة الأردوية. - مختصر الأحكام. هو مختصر الرسالة العلمية باللغة الأردوية. - إلى الشباب. هو جملة من توجيهات المرجع النجفي وإرشاداته إلى الشباب. - التائب حبيب الله. - شرح معالم الأصول. - رسالة في أحكام القبلة. - رسالة في الاعتكاف. - رسالة في العدالة. - رسالة في أحكام الغيبة. | - رسالة في قاعدة ما يضمن بصحيح. - شرح كفاية الأصول. - تنقيح الرواة. - بحثٌ مفصل في علم الدّراية. - شرح منظومة الحكيم السبزواري. - شرْحُ مطالب القوانين في الأصول. - رسالة في الدائرة الهندية وتعيين القبلة. - تعليقة على شرح التجريد. - شرح على إرث اللمعة. - رسالة في أحكام الراديو والتلفزيون والتمثيل. - رسالة في الخمس. - رسالة في صلاة الجمعة. - الناصبي. هو كتاب يرد فيه على أحد من يعدّهم من النواصب. |

## وصلات خارجية
- الموقع الرسمي لمكتب المرجع بشير حسين النجفي

### كتب
- المجدد النجفي في تليده وطارفه. عبد الهادي محمد هاشم، طبع النجف - العراق، عام 1432 هـ، منشورات مؤسسة الأنوار النجفية للثقافة والتنمية.

### إشارات مرجعية
1. ↑  إلى الشباب. هو جملة من توجيهات المرجع النجفي وإرشاداته إلى الشباب.
2. 1 2 3  محمد هاشم، عبد الهادي. المجدد النجفي في تليده وطارفه. ص. ص 23.
3. ↑  النجفي، بشير. مصطفى الدين القيم. صفحة 7.
4. ↑  النجفي، بشير. مصطفى الدين القيم. ص. 5.